# Povlen
Povlen (în sârbă Повлен) este un munte din vestul Serbiei, situat la treizeci de kilometri vest de Valjevo. Are mai multe vârfuri, cele mai importante trei fiind Povlenul Mic care are 1.347 m înălțime, Povlenul Mijlociu de 1.301 m și Povlenul Mare de 1.271 m, care este, în mod ironic, cel mai mic dintre cele trei.

## Geografie
Aparține lanțului muntos Valjevo, care se întinde dinspre vestul regiunii Valjevo spre Mačva. Munții nu sunt foarte înalți, vârful lor cel mai înalt, Povlenul Mic, atingând 1.347 m, dar sunt dificili de traversat. Pădurile dense și defileurile adânci ale râurilor ascund drumuri înguste și șerpuite care duc către mici cătune.
În defileul Trešnjica aflat sub Povlen, există o colonie de vulturi suri. Vulturii și șoimii trăiesc și ei pe munte.

## Istorie
În noiembrie 2019 s-a anunțat că au fost descoperite rămășițele unei bisericii bizantine. Obiectul a fost descoperit aproape de izvoarele Taor, la aproximativ 40 km de Valjevo. Rămășițele bisericii în stilul bizantin timpuriu fac parte dintr-un complex mai larg, cu fragmente mici de fortificație și, probabil, a fost și o așezare minieră acolo. Este situată la o altitudine de 890 m, pe culoarul preistoric și antic care pleacă de pe valea râului Kolubara până la depresiunea Užice. De-a lungul coridorului au fost găsite rămășițe din epoca de piatră, epoca fierului, antichitate și din Evul Mediu. Dimensiunile bisericii sunt de 11 x 7 metri, are zona altarului este arcuită și este înconjurată de un zid de piatră seacă format din bucăți mari de pietre și bolovani, care este de 100 m lungime și de 2 m lățime.
În zona înconjurătoare există numeroase urme de activități miniere antice, inclusiv exploatarea de cupru și fier. De asemenea, aceasta este a patra biserică de acest fel descoperită în ultimii ani în regiunea Valjevo. În satul Brangović se găsesc resturi ale fortificației, denumită Jerinin Grad, cu rămășițele bisericii destul de asemănătoare cu cele descoperite în Taor. Împreună cu o altă fortificație din satul Ćelije, arheologii teoretizează că toate aceste obiecte erau conectate într-un complex mai larg, dar specific. De asemenea, descoperirile indică ideea că fiecare sat, chiar și cel nefortificat, a avut biserici proprii în perioada Imperiului Bizantin timpuriu. 

## Caracteristici

### Izvoarele Taor

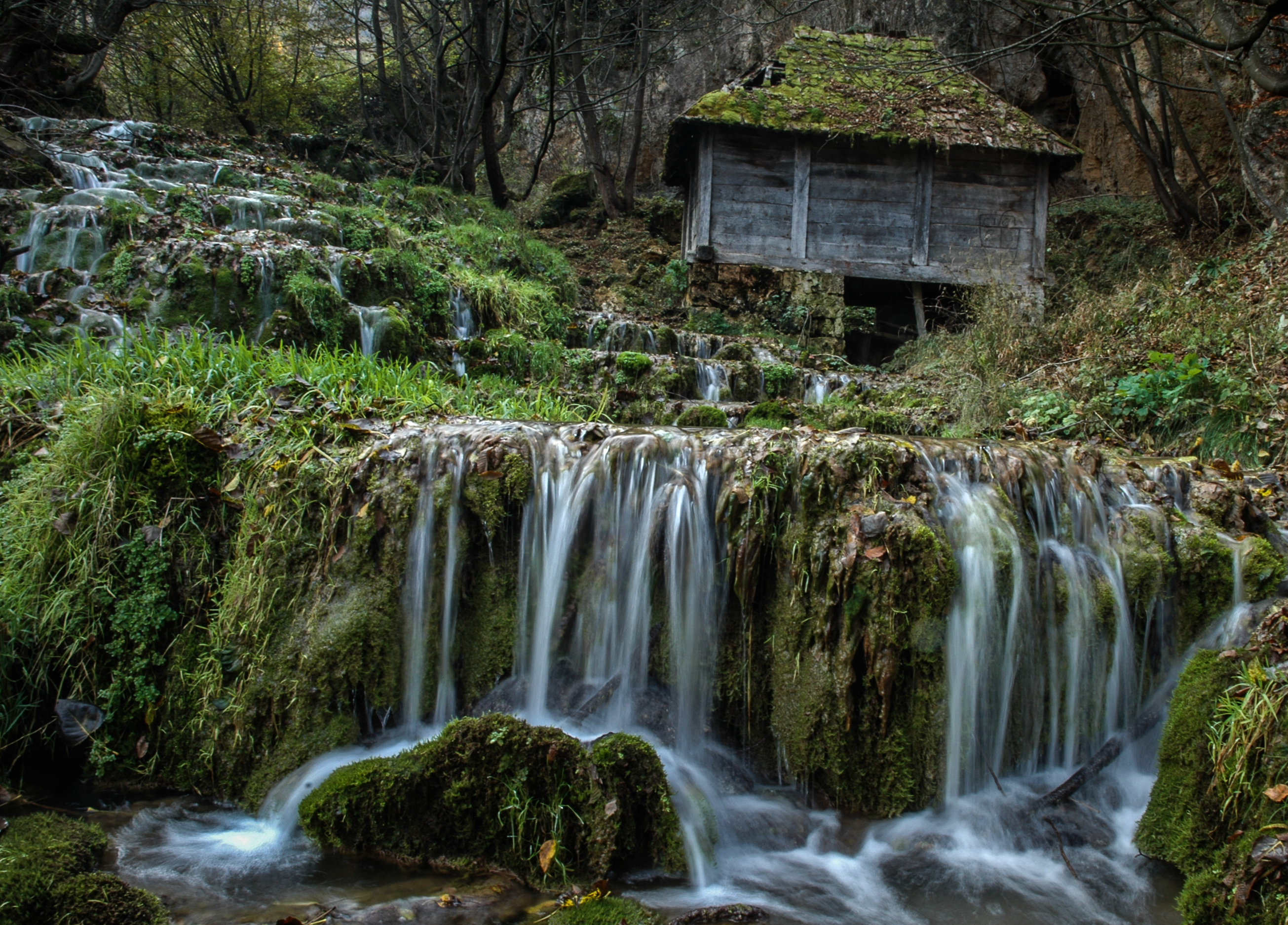
Cascade la izvoarele Taor

Una dintre atracțiile Povlenului o reprezintă Izvoarele de la Taor (Taorska vrela). Cascadele frumoase au fost prezentate în multe broșuri turistice din fosta Iugoslavie. Acestea sunt situate în satul Taor, cătunul Donji Taor, în partea de sud-vest a muntelui, la 40 km sud-est de Valjevo și la 16 km nord-vest de Kosjerić. Majoritatea locului este acoperită de pădurile de fag, iar zona este cunoscută în special pentru leurda (usturoiul ursului) care crește abundent. Planta crește pe pantele umbroase și în pădure. În 2015 a fost înființat un festival anual „Zilele Usturoiul Ursului” 
Taor este cunoscut pentru rocile sale de tuf calcaros, prin care izvoarele Taor au format cascade de 400 m lungime, care în cele din urmă se varsă în râul Skrapež. În anii 1980, când s-au făcut amenajări de apă la Kosjerić, izvoarele au fost parțial acoperite și transferate în sistemul de apă al orașului. Cu toate că proiectul nu a fost realizat pe deplin așa cum a fost planificat, a dăunat pagube cascadelor care în anii secetoși, se usucă complet. Zona a fost plasată sub protecție preliminară, dar numai pe hârtie. Localnicii au săpat după rocile sale de tuf calcaros, au stricat cascadele și mediul înconjurător.
Au existat 12 mori de apă pe aceste izvoare, dar în 2017, niciuna dintre ele nu este operațională și doar câteva au supraviețuit fizic. Până în 2019, au rămas doar trei abandonate (Delićka, Drojićka și Pejina), dar a patra, moara de apă Pepića, a fost complet restaurată și a devenit operațională în 2018.

## Folclor

### Mitologie
Zona Povlen este cunoscută pentru miturile sale. Extinderea spre sud a Marii Panonice acum dispărute, care a scurs acum 600.000 de ani, a ajuns la Povlen. Prin urmare, se găsesc ocazional fosile ale unor melci de mare, care au influențat mitul inelului masiv, care se presupune că există undeva pe munte, cu care se spune că Noe a acostat arca sa după potop. Bile mari, numite "bile Povlen" (Povlenske kugle), care sunt rezultatele unei activități vulcanice subacvatice în timpul existenței mării, sunt considerat de către localnici opera unor extratereștri sau a rasei dispărute a războinicilor uriași care le-ar fi folosit ca ghiulele de tun sau pentru catapulte.

### Vampiri
Pe versanții vestici ai muntelui se află satul Zarožje, locul faimoasei mori de apă a lui Sava Savanović, cel mai cunoscut vampir din folclorul sârb. El a fost imortalizat în povestirea După nouăzeci de ani a lui Milovan Glišić din 1880, care a apărut cu 17 ani înainte de romanul Dracula scris de Bram Stoker. Povestirea lui Glišić a fost baza scenariului filmului Leptirica (Fluturoaica), considerat în general unul dintre cele mai bune filme de groază sârbești, realizat în 1973.